# 汉建初元年买地刻石
汉建初元年买地刻石，又名建初买山地记、大吉碑，是浙江省绍兴市境内的一处东汉摩崖石刻。石刻位于越城区富盛镇乌石村西南跳山东坡，刻于东汉建初元年（76年），是浙江省内已知年代最早的摩崖题刻，也是中国境内现存最大的买山地券。2019年10月7日，建初元年买地刻石被列入第八批全国重点文物保护单位。

## 石刻内容
石刻高1.17米，宽1.1米，阴刻20字，竖写五列，每列4字，内容为“昆弟六人，共买山地，建初元年，造此冢地，直三万钱”。石刻上方另有“大吉”二字。石刻东侧有清道光三年（1823年）吴荣光题跋。